# آيت اربع (آيت ولال بطيط الشمالية)
آيت اربع هو دُوَّار يقع بجماعة بطيط، إقليم الحاجب، جهة فاس مكناس في المملكة المغربية. ينتمي الدوّار لمشيخة آيت ولال بطيط الشمالية التي تضم 4 دواوير. يقدر عدد سكانه بـ 1474 نسمة حسب الإحصاء الرسمي للسكان والسكنى لسنة 2004.

## وصلات خارجية
- البوابة الوطنية للجماعات الترابية
- المندوبية السامية للتخطيط